# Almacenista
Almacenista ist ein spanischer Begriff (von almacén = Lager), der wiederum aus dem Arabischen abgeleitet ist. Er bedeutet so viel wie Lagerhalter. Heute ist der Begriff vor allem für spezielle Sherrys (Almacenista-Sherrys) und deren Winzer gebräuchlich.
Ein Almacenista (Winzer) hält unverschnittene Sherrys 30 Jahre und länger auf Lager. Almacenista-Sherrys sind Weine, die von kleinen privaten Winzern traditionell hergestellt und meist von diesen direkt verkauft werden. Diese Sherrys sind nicht verschnitten und werden aus Weißweinen bester Qualität hergestellt. Ein Almacenista betreibt die Sherry-Herstellung meist als Nebenerwerb oder Hobby. Der Begriff Almacenista ist rechtlich geschützt für Sherrys aus der Region um Jerez de la Frontera (cat.: Xerez).
Die große Bodega Emilio Lustau ist nach einer Idee von Rafael Balao dazu übergegangen, diese Sherrys von den Almacenistas aufzukaufen und unter den Namen dieser Winzer international zu vermarkten. Bis in die 1970er Jahre gehörte das 1896 von José Ruiz-Berdejo gegründete Haus selber noch zu den Almacenistas.
Siehe auch: Sherry